# Curling-Weltmeisterschaft der Herren 2001
Die Curling-Weltmeisterschaft der Herren 2001 (offiziell: Ford World Men’s Curling Championship 2001) war die 43. Austragung (inklusive Scotch Cup) der Welttitelkämpfe im Curling der Herren. Sie wurde vom 31. März bis 8. April des Jahres in der Schweizer Stadt Lausanne im Patinoire de Malley veranstaltet.
Die Curling-Weltmeisterschaft der Herren wurde in einem Rundenturnier (Round Robin) zwischen den Mannschaften aus Deutschland, Kanada, den Vereinigten Staaten, Frankreich, Schweden, der Schweiz, Dänemark, Norwegen, Finnland und Neuseeland ausgespielt.
Die Spiele wurden auf zehn Ends angesetzt.
Nach der Vorjahresniederlage errangen die Schweden ihren vierten Weltmeistertitel. Nach zehn Ends unterlagen die gastgebenden Schweizer mit 3:6 Steinen.
Norwegen belegte dritten Platz nach dem Sieg im Spiel um die Bronzemedaille gegen Kanada mit 10:9 Steinen.

## Teilnehmende Nationen
| Dänemark | Deutschland | Finnland | Frankreich | Kanada |
| --- | --- | --- | --- | --- |
| Hvidovre CC, Hvidovre Skip: Johnny Frederiksen Third: Henrik Jakobsen Second: Lars Vilandt Lead: Bo Jensen Ersatz: Gert Larsen Trainer: Olle Brudsten | CC Füssen, Füssen Skip: Andreas Kapp Third: Ulrich Kapp Second: Oliver Axnick Lead: Holger Höhne Ersatz: Patrick Hoffman Trainer: Keith Wendorf             | Hyvinkää CC, Hyvinkää Skip: Markku Uusipaavalniemi Third: Wille Mäkelä Second: Tommi Häti Lead: Jari Laukkanen Ersatz: Pekka Saarelainen                     | Chamonix CC, Chamonix Skip: Dominique Dupont-Roc Third: Jan Henri Ducroz Second: Thomas Dufour Lead: Spencer Mugnier Ersatz: Philippe Caux                        | Ottewell CC, Edmonton, AB Fourth: David Nedohin Third: Randy Ferbey Second: Scott Pfeifer Lead: Marcel Rocque Ersatz: Dan Holowaychuk Trainer: Brian Moore |
| Neuseeland | Norwegen | Schweden | Schweiz | Vereinigte Staaten |
| Dunedin CC, Dunedin Skip: Dan Mustapic Third: Sean Becker Second: Hans Frauenlob Lead: Lorne De Pape Ersatz: Jim Allan Trainer: Edwin Harley          | Stabekk CC, Oslo Skip: Pål Trulsen Third: Lars Vågberg Second: Flemming Davanger Lead: Bent Ånund Ramsfjell Ersatz: Tore Torvbråten Trainer: Ole Ingvaldsen | Östersunds CK, Östersund Skip: Peter Lindholm Third: Tomas Nordin Second: Magnus Swartling Lead: Peter Narup Ersatz: Anders Kraupp Trainer: Mats (II) Nyberg | Biel-Touring CC, Biel Skip: Christof Schwaller Third: Andreas Schwaller Second: Damian Grichting Lead: Markus Eggler Ersatz: Marco Ramstein Trainer: Roland Moser | Granite CC, Seattle, WA Skip: Jason Larway Third: Greg Romaniuk Second: Travis Way Lead: Joel Larway Ersatz: Doug Kaufmann Trainer: Jack McNelly           |

## Tabelle der Round Robin
| Schlüssel                        |
| -------------------------------- |
| _ Qualifiziert für die Play-offs |

| Platz | Team               | Spiele | Siege | Ndlg. |
| ----- | ------------------ | ------ | ----- | ----- |
| 1.    | Schweden           | 9      | 7     | 2     |
| 2.    | Kanada             | 9      | 6     | 3     |
| 3.    | Schweiz            | 9      | 6     | 3     |
| 4.    | Norwegen           | 9      | 6     | 3     |
| 5.    | Finnland           | 9      | 5     | 4     |
| 6.    | Frankreich         | 9      | 4     | 5     |
| 6.    | Deutschland        | 9      | 4     | 5     |
| 6.    | Vereinigte Staaten | 9      | 4     | 5     |
| 9.    | Neuseeland         | 9      | 2     | 7     |
| 10.   | Dänemark           | 9      | 1     | 8     |

## Ergebnisse der Round Robin

### Runde 1
| Kanada | Norwegen |
| 9      | 13       |

| Neuseeland | Frankreich |
| 4          | 8          |

| Vereinigte Staaten | Schweiz |
| 6                  | 7       |

| Dänemark | Finnland |
| 6        | 7        |

| Schweden | Deutschland |
| 9        | 5           |

### Runde 2
| Schweden | Neuseeland |
| 6        | 4          |

| Schweiz | Deutschland |
| 4       | 3           |

| Kanada | Dänemark |
| 11     | 9        |

| Vereinigte Staaten | Norwegen |
| 6                  | 5        |

| Frankreich | Finnland |
| 4          | 8        |

### Runde 3
| Finnland | Deutschland |
| 4        | 7           |

| Norwegen | Dänemark |
| 6        | 5        |

| Frankreich | Schweden |
| 3          | 7        |

| Schweiz | Kanada |
| 3       | 9      |

| Vereinigte Staaten | Neuseeland |
| 4                  | 5          |

### Runde 4
| Norwegen | Frankreich |
| 10       | 7          |

| Vereinigte Staaten | Kanada |
| 3                  | 10     |

| Neuseeland | Deutschland |
| 3          | 8           |

| Finnland | Schweden |
| 8        | 4        |

| Dänemark | Schweiz |
| 2        | 8       |

### Runde 5
| Vereinigte Staaten | Schweden |
| 7                  | 6        |

| Frankreich | Schweiz |
| 7          | 3       |

| Norwegen | Finnland |
| 9        | 2        |

| Neuseeland | Dänemark |
| 6          | 4        |

| Deutschland | Kanada |
| 5           | 7      |

### Runde 6
| Deutschland | Dänemark |
| 10          | 7        |

| Kanada | Finnland |
| 2      | 8        |

| Schweiz | Neuseeland |
| 6       | 5          |

| Frankreich | Vereinigte Staaten |
| 3          | 6                  |

| Norwegen | Schweden |
| 6        | 9        |

### Runde 7
| Neuseeland | Kanada |
| 3          | 9      |

| Deutschland | Norwegen |
| 5           | 7        |

| Dänemark | Frankreich |
| 5        | 6          |

| Schweden | Schweiz |
| 9        | 2       |

| Finnland | Vereinigte Staaten |
| 4        | 9                  |

### Runde 8
| Schweiz | Finnland |
| 9       | 5        |

| Dänemark | Schweden |
| 5        | 6        |

| Deutschland | Vereinigte Staaten |
| 8           | 6                  |

| Norwegen | Neuseeland |
| 7        | 6          |

| Kanada | Frankreich |
| 11     | 5          |

### Runde 9
| Dänemark | Vereinigte Staaten |
| 8        | 3                  |

| Finnland | Neuseeland |
| 10       | 3          |

| Schweden | Kanada |
| 11       | 7      |

| Deutschland | Frankreich |
| 4           | 10         |

| Schweiz | Norwegen |
| 5       | 4        |

## Play-off

### Turnierbaum
|  | Halbfinale | Halbfinale | Halbfinale |                  |  | Finale | Finale   | Finale |
|  |            |            |            |                  |  |        |          |        |
|  |            |            |            |                  |  |        |          |        |
|  | 1          | Schweden   | 4          |                  |  |        |          |        |
|  | 4          | Norwegen   | 3          |                  |  | 1      | Schweden | 6      |
|  |            |            |            |                  |  | 3      | Schweiz  | 3      |
|  |            |            |            |                  |  |        |          |        |
|  |            |            |            | Spiel um Platz 3 |  |        |          |        |
|  | 2          | Kanada     | 5          |                  |  |        |          |        |
|  | 3          | Schweiz    | 6          |                  |  | 4      | Norwegen | 10     |
|  |            |            |            |                  |  | 2      | Kanada   | 9      |
|  |            |            |            |                  |  |        |          |        |

### Halbfinale
| Norwegen | Schweden |
| 3        | 4        |

| Schweiz | Kanada |
| 6       | 5      |

### Spiel um die Bronzemedaille
| Norwegen | Kanada |
| 10       | 9      |

### Finale
| Team     |  | 1 | 2 | 3 | 4 | 5 | 6 | 7 | 8 | 9 | 10 | Gesamt |
| -------- |  | - | - | - | - | - | - | - | - | - | -- | ------ |
| Schweiz  |  | 0 | 1 | 0 | 0 | 0 | 0 | 1 | 0 | 1 | 0  | 3      |
| Schweden |  | 1 | 0 | 1 | 0 | 0 | 0 | 0 | 3 | 0 | 1  | 6      |

## Endstand
| Platz | Land               |
| ----- | ------------------ |
| 1     | Schweden           |
| 2     | Schweiz            |
| 3     | Norwegen           |
| 4     | Kanada             |
| 5     | Finnland           |
| 6     | Frankreich         |
| 7     | Deutschland        |
| 8     | Vereinigte Staaten |
| 9     | Neuseeland         |
| 10    | Dänemark           |